# Sphaerophysa

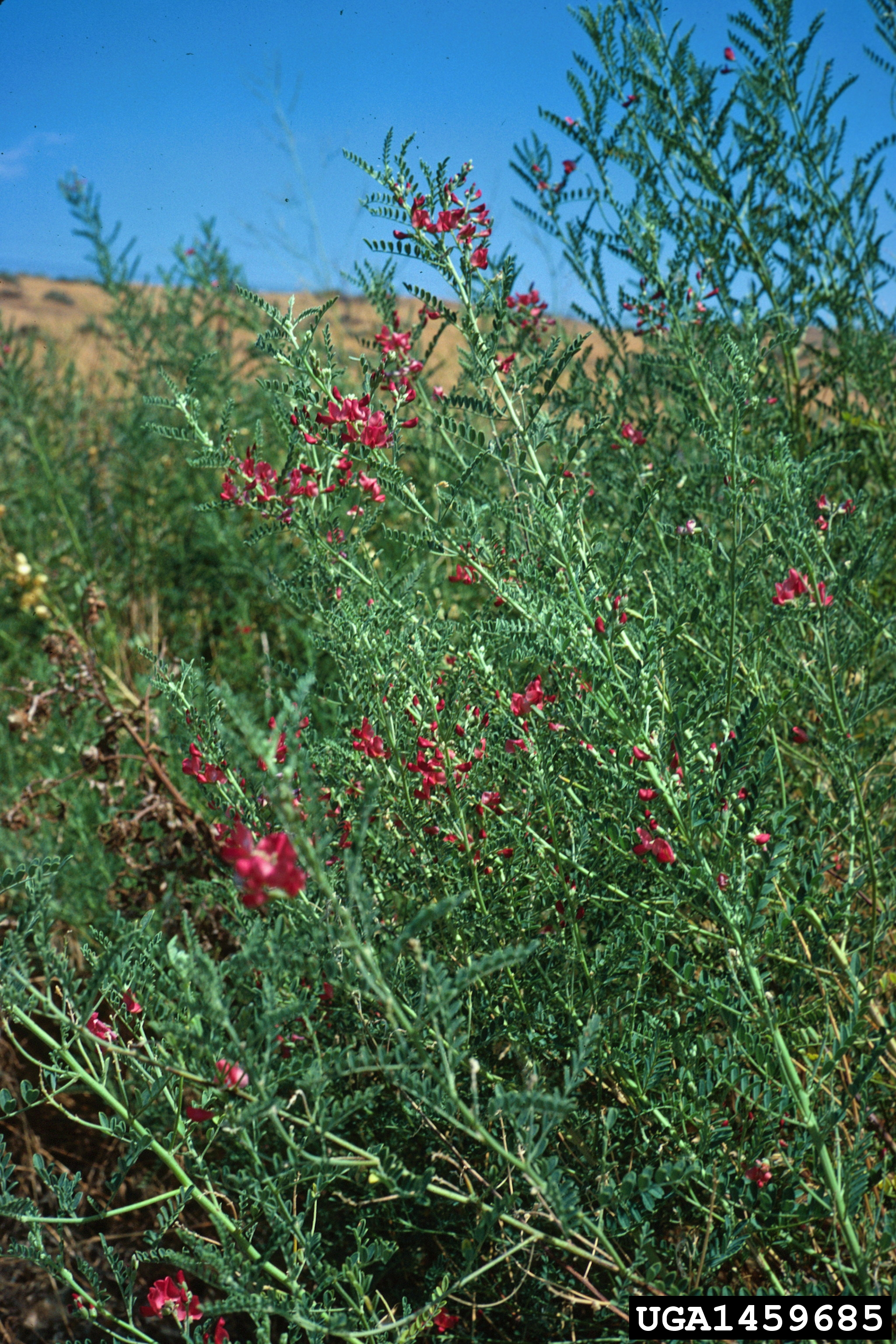
Kvetoucí Sphaerophysa salsula

Sphaerophysa je rod rostlin z čeledi bobovité. Jsou to byliny a polokeře s červenými květy a silně nafouklými plody. Rod zahrnuje 2 druhy a je rozšířen v Asii od Turecka po Mongolsko a Sibiř. Rostliny jsou využívány v medicíně a jako krmivo.

## Popis
Zástupci rodu Sphaerophysa jsou vytrvalé byliny až polokeře. Listy jsou lichozpeřené, složené ze 3 až mnoha celokrajných lístků. Palisty jsou drobné. Květy jsou červené, uspořádané v úžlabních hroznech. Kalich je zvonkovitý, zakončený 5 zuby z nichž horní 2 jsou těsně přilehlé k sobě. Pavéza je okrouhlá, na okrajích ohrnutá. Křídla jsou srpovitě podlouhlá. Člunek je na vrcholu zatočený a tupý. Tyčinek je 10 a jsou dvoubratré. Semeník je dlouze stopkatý, s mnoha vajíčky a zahnutou čnělkou zakončenou hlavatou bliznou. Plody jsou nafouklé, dlouze stopkaté, tenké až kožovité, opožděně pukající. Obsahují mnoho hnědých, hladkých, ledvinovitých semen.

## Rozšíření
Rod Sphaerophysa zahrnuje pouze 2 druhy. Druh Sphaerophysa kotschyana se vyskytuje pouze v asijské části Turecka, S. salsula je rozšířen od Střední Asie po Sibiř, severní Čínu a Mongolsko. Oba druhy jsou halofyty. Rostou na kontinentálních stepích, v keřové vegetaci a polopouštích.

## Obsahové látky
Z druhu Sphaerophysa salsula byl poprvé izolován alkaloid sferofysin, látka blokující nervová ganglia.

## Význam
Druhy rodu Sphaerophysa mají využití jako krmivo a v medicíně. Sphaerophysa salsula je obtížný plevel.